# Venturia eremna
Venturia eremna är en stekelart som beskrevs av David B. Wahl 1987. Venturia eremna ingår i släktet Venturia och familjen brokparasitsteklar. Inga underarter finns listade i Catalogue of Life.